# Phil Roth
Philip Roth (6 de julho de 1930 – 15 de julho de 2002) foi um ator norte-americano que atuava no cinema e na televisão.